# Leptothorax sphagnicola
Leptothorax sphagnicola är en myrart som beskrevs av André Francoeur 1986. Leptothorax sphagnicola ingår i släktet smalmyror, och familjen myror. Inga underarter finns listade i Catalogue of Life.

## Bildgalleri

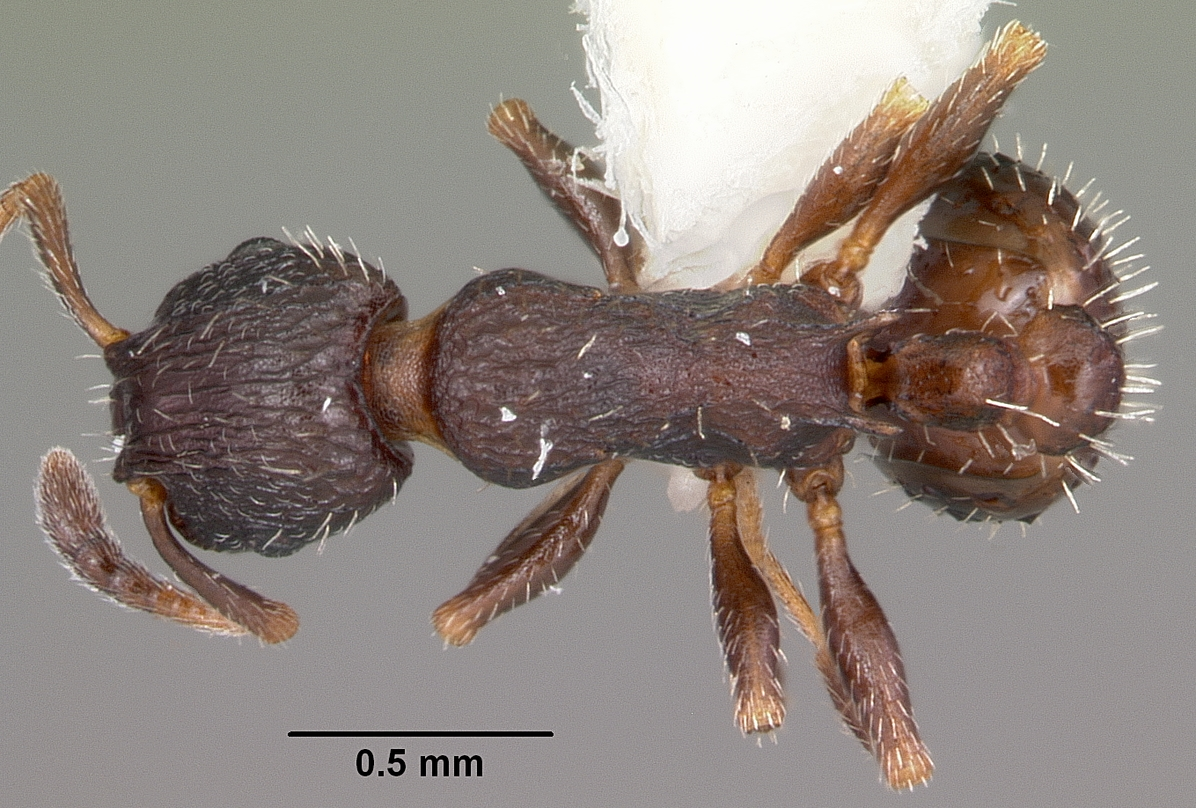
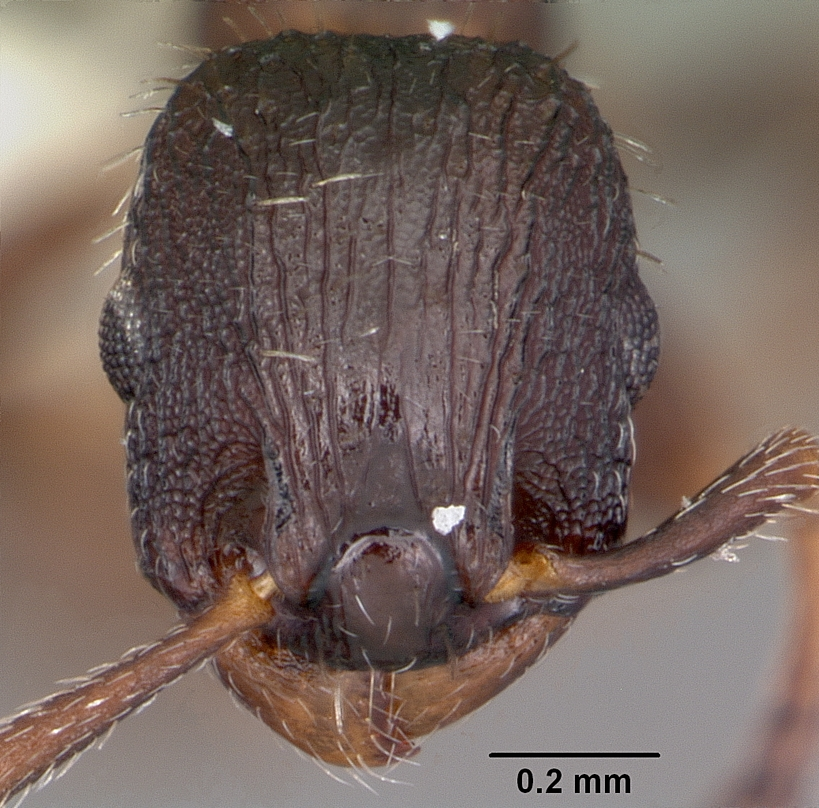
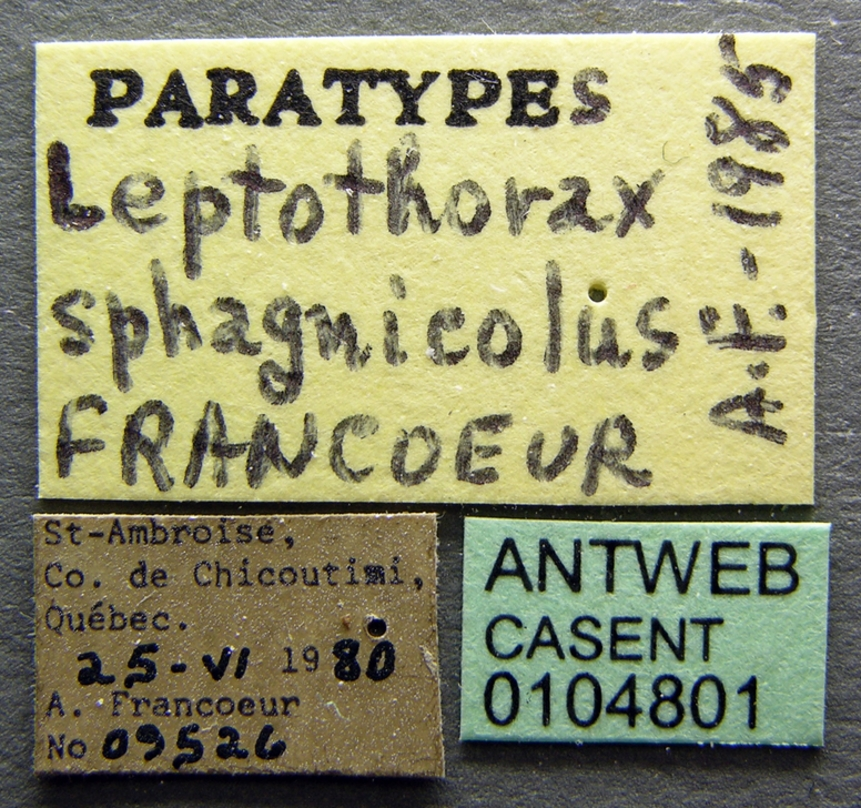
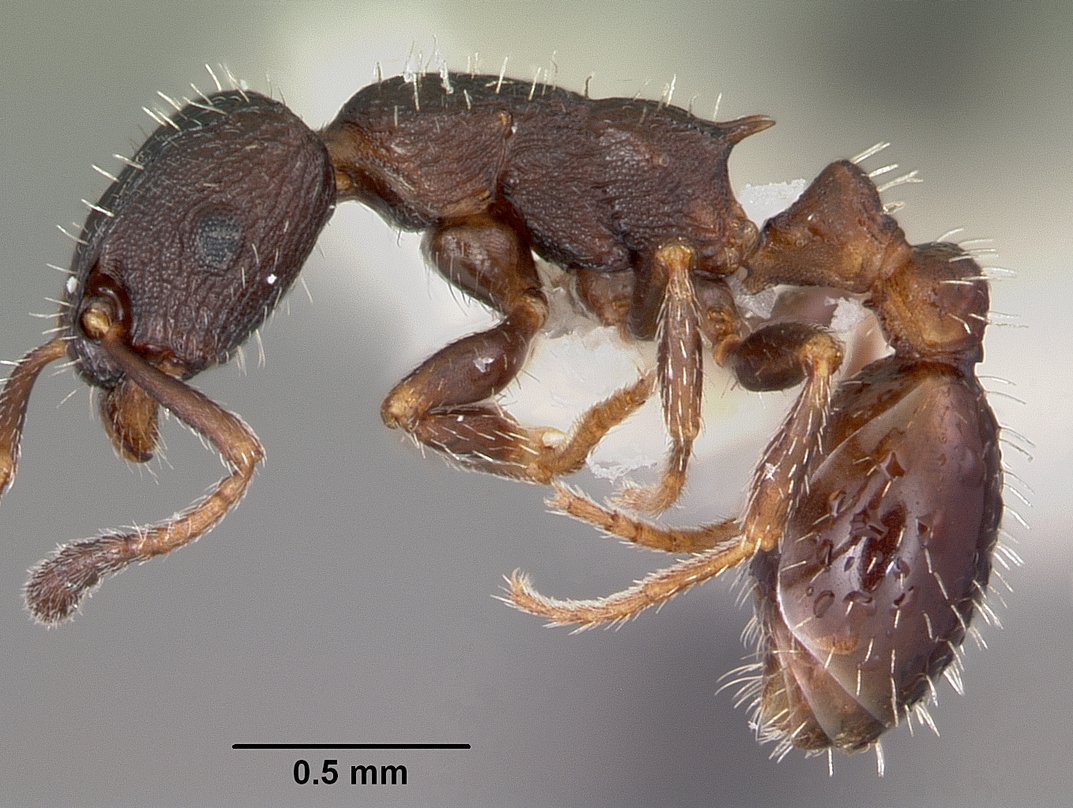